# En varm nats kølige luft
En varm nats kølige luft er det andet studiealbum fra det danske electronicaband Panamah. Det blev udgivet d. 14. oktober 2013.
Albummet modtog 3/6 stjerner i musikmagasinet GAFFA.
Inden udgivelsen havde gruppen udsendt singlen "Børn af natten", der blev et stort download- og streaming-hit. Sangen var ligeledes det mest spillede nummer på P3 og P4 i 2013. "DJ Blues", der var udsendt som single allerede i 2012, solgte platin, mens "Børn af natten" solgte platin i download, og trippel platin for streaming. Sangen "Små stød" solgte guld. Selve albummet toppede som #4 på Album Top-40.

## Spor
1. "Fuego" - 2:49
2. "Danser Til Vi Dør" - 3:50
3. "DJ Blues" - 3:40
4. "Frit Fald" - 3:31
5. "Da Vi Var Unge" - 3:38
6. "Små Stød" - 3:31
7. "Jeg Synes Jeg Så Dig" - 3:58
8. "Børn Af Natten" - 3:55
9. "Lad Det Ikke Være Spildt" - 4:12
10. "Undergrunden" - 4:07
11. "En Varm Nats Kølige Luft" - 5:46